# Psilacron sericeus
Psilacron sericeus är en fjärilsart som beskrevs av Rothschild 1917. Psilacron sericeus ingår i släktet Psilacron och familjen tandspinnare. Inga underarter finns listade.